# Vytenis Albertas Zabukas
Vytenis Albertas Zabukas (* 11. August 1940 in Jokūbava, Rajongemeinde Anykščiai; † 24. November 2021 in Klaipėda) war ein litauischer Politiker und Ingenieur, Professor und ehemaliges Mitglied des Seimas (1996–2000).

## Leben
Nach dem Abitur von 1947 bis 1954 an der Mittelschule Kristijonas Donelaitis-Klaipėda absolvierte Zabukas 1958 mit Auszeichnung das Landwirtschaftstechnikum Klaipėda und 1966 das Studium der Chemie an der Vilniaus universitetas. Ab 1968 studierte er in der Aspirantur an der Lettische Akademie der Wissenschaften in Riga, promovierte und habilitierte sich 1994.
Von 1966 bis 1968 arbeitete Zabukas am Kauno medicinos institutas, danach an Forschungsinstituten, als Dozent an der Fakultät Klaipėda des Kauno politechnikos institutas. Von 1990 bis 1995 und ab 2001 lehrte er als Professor an der Klaipėdos universitetas.
Von 1990 bis 1995 war Zabukas Deputat im Rat der Stadtgemeinde Klaipėda, von 1995 bis 1996 Vizebürgermeister und von 1996 bis 2000 Mitglied des Seimas.